# Chantal Kreviazuk
Chantal Jennifer Kreviazuk CM (Winnipeg, 18 de maio de 1974) é uma cantora canadense de música pop rock. Também é famosa por suas composições, tendo colaborado com canções para artistas como Avril Lavigne, Shakira, David Cook, The Veronicas e Kelly Clarkson.

## Discografia
- Under These Rocks and Stones - 1996
- Colour Moving and Still - 1999
- What If It All Means Something - 2002
- Ghost Stories - 2006
- Plain Jane - 2009

## Singles
- "God Made Me"
- "Believer"
- "Wayne"
- "Surrounded"
- "Hands"
- "Leaving on a Jet Plane" (cover of John Denver)
- "Feels Like Home"
- "Before You"
- "Dear Life"
- "Souls"
- "Far Away"
- "In This Life"
- "Time"
- "Julia"
- "What If It All Means Something"
- "All I Can Do"
- "Wonderful"
- "These Days"